# Jean-Baptiste Alais de Beaulieu
Pour les articles homonymes, voir Alais et Beaulieu.
Jean-Baptiste Alais (ou Allais), sieur de Beaulieu, est un maître écrivain français, fils de Jean Alais de Beaulieu également maître écrivain, mort en 1689.

## Biographie
Il est natif de Rennes et a commencé sa carrière comme avocat au barreau de cette ville. À la mort de son père en 1648, voulant venger les avanies que celui-ci avait subies, il décida de se consacrer entièrement à cet art, travaillant d'arrache-pied jusqu'à être reçu dans la communauté des maîtres écrivains en 1661. Il est cité en 1666 ou 1664 dans une liste des maîtres écrivains devant voter pour l'élection d'un nouveau syndic.
Il est mort d'hydropisie en 1689, après avoir ressenti en 1683 un grand dépit de la mort de Colbert, un défenseur de la belle écriture. On a de lui deux portraits gravés par Louis Senault, datés 1681 et 1688.
Il est probablement le père ou l'oncle de Jean-Baptiste François Alais de Beaulieu qui exerce à Paris au début du XVIIIe siècle.
Alais a même influencé les modèles typographiques de l'Imprimerie royale : en 1694, la commission Bignon décidait, comme modèle de lettres italiques à soumettre au graveur Philippe Grandjean, pour faire suite aux Romains du Roi qu'il avait taillés, qu’on donnerait la quatorzième planche des exemples d'Alais. Exemple intéressant de l'interaction entre la calligraphie et la typographie.

## Œuvres manuscrites
- Modèles de ronde et de bâtarde. Manuscrit 4° obl. sur papier, 11 f. Cité par Mediavilla p. 247.
- L'Art d'écrire, Paris, l'auteur, 1680, copie manuscrite du début du XVIIe siècle.
- Quelques specimens calligraphiques dans un recueil factice (Chicago NL).
- Quelques specimens calligraphiques, certains datées 1684, à Paris BHVP (voir Mediavilla).

## Œuvres gravées

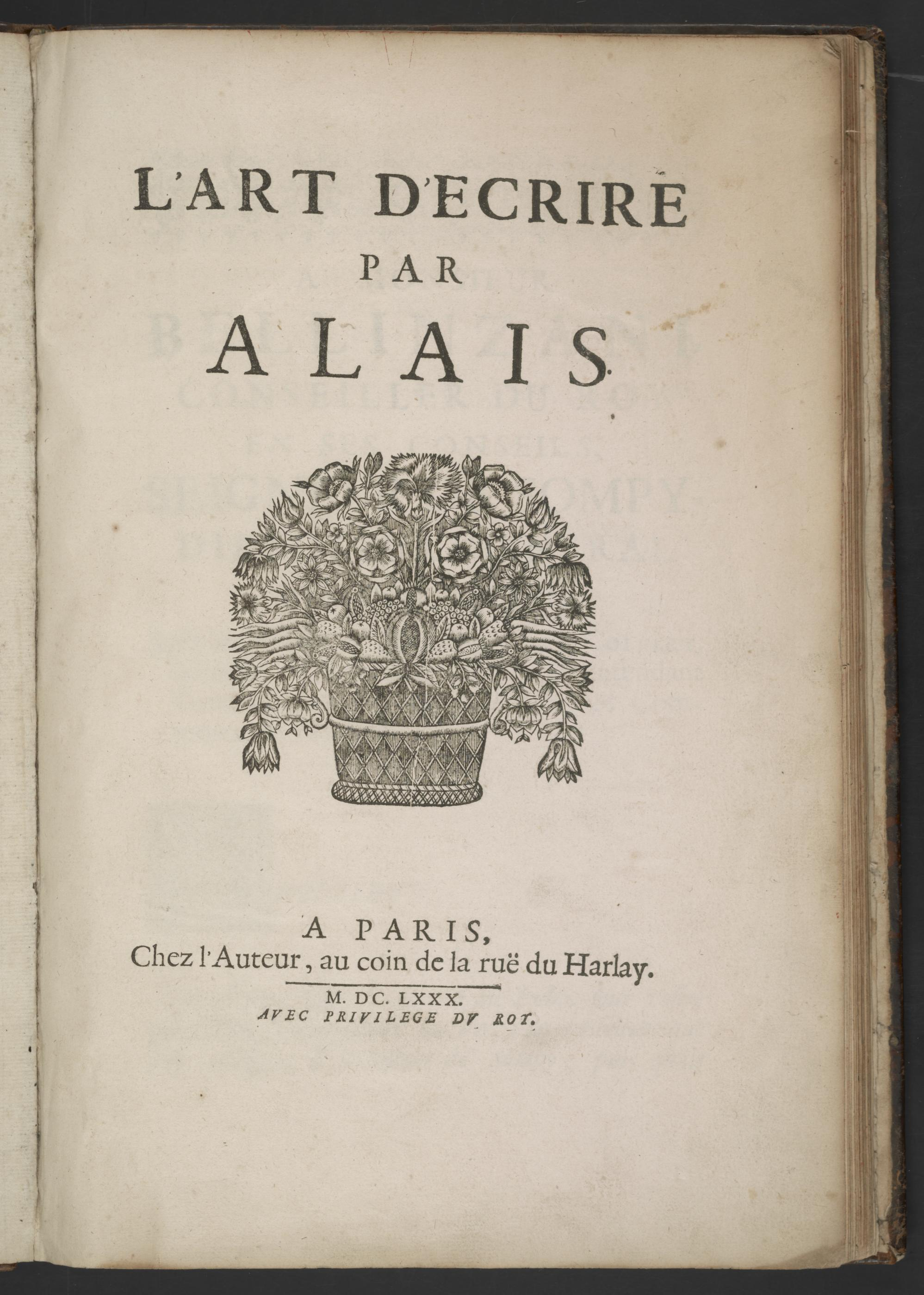
La page de titre de L'Art d'écrire, 1680. Rosenwald Collection, Library of Congress.

- L'Art d'écrire, Paris, l'auteur, 1680. 2°, 12 p. et 24 pl. gravées par Louis Senault (Cambridge (MA) HUL, Berlin KB, Paris BNF, Paris BHVP, Chicago NL, Boston (MA) PL, Washington LC). Cat. Jammes n° 32, Becker 1997 n° 91, Cat. Hutton n° 2 (exemplaire de dédicace), Morison 1962 n° 56 avec 2 pl. repr., Cat. Muller n° 1.
- L'Art d'écrire, Paris, Jean Mariette, retirage de 1698. (Cambridge (MA) HUL, Paris BIU Sorbonne, Philadelphia LC). Cat. Jammes n° 34, Becker 1997 n° 92, Cat. Wick n° 5.
- L'Art d'écrire, Paris, Jean Mariette, 1720, gravé par L. Senault (Avignon BM, Cambridge (MA) Harvard UL, Chicago NL, Strasbourg BNUS). Becker 1997 n° 93.
- L'Art d'écrire, Paris, Jean Mariette, gravé par L. Senault, retirage vers 1750 ? (Chicago NL).

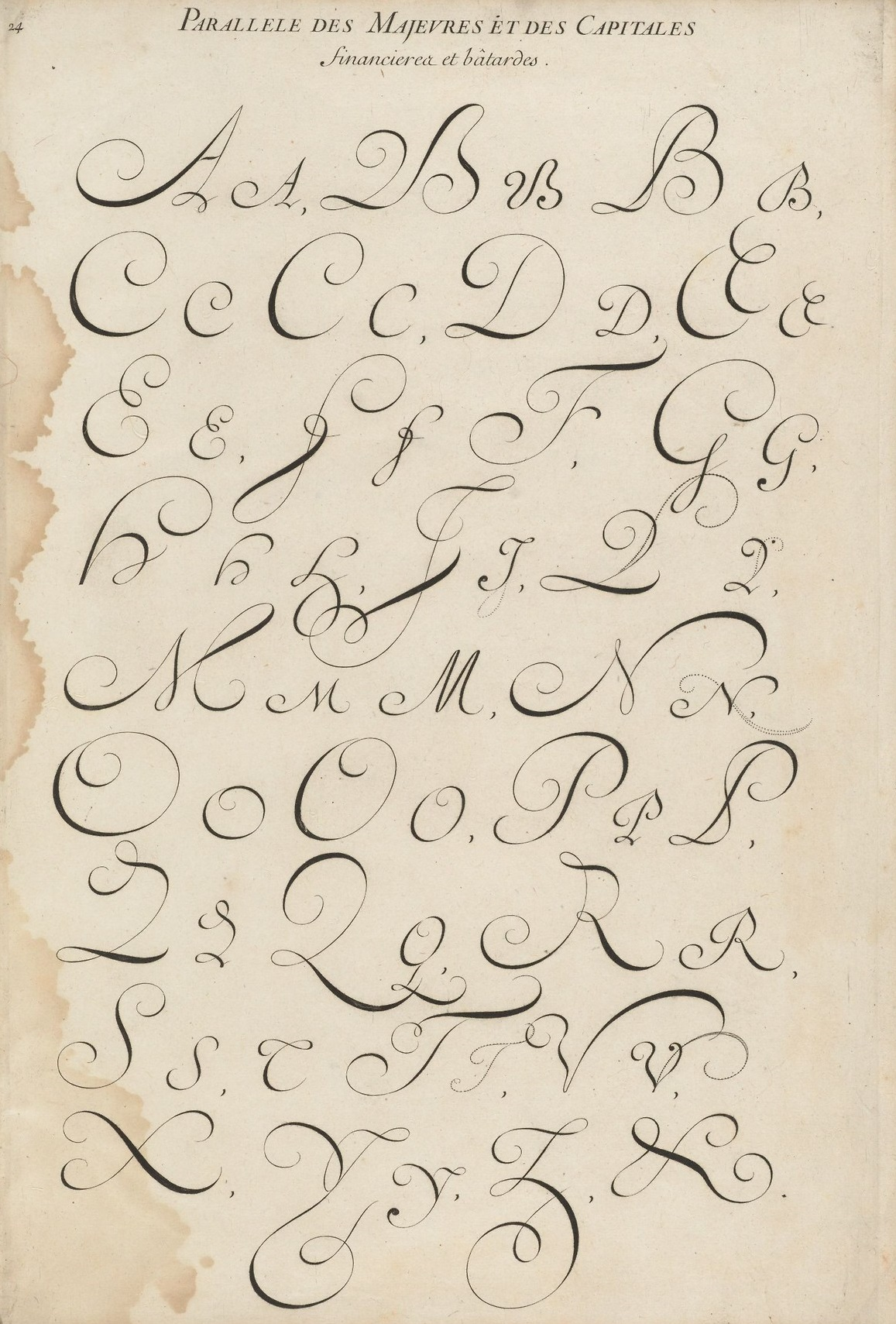
Une page de L'Art d'écrire, 1680.

Son Art d’écrire lui a valu une grande notoriété et est considéré comme un des traités calligraphiques les plus importants du XVIIe siècle. Il y défendait l'usage d'une double mobilité pour bien tracer les lettres : celle des doigts et celle du poignet. Il avait prévu d'y adjoindre un second tome, qui n'a jamais paru.